# Strongylosoma neglectum
Strongylosoma neglectum är en mångfotingart som beskrevs av Filippo Silvestri 1895. Strongylosoma neglectum ingår i släktet Strongylosoma och familjen orangeridubbelfotingar. Inga underarter finns listade i Catalogue of Life.